# Moïse et le Serpent d'airain
Moïse et le Serpent d'airain (en néerlandais : Mozes en de Koperen Slang) est un tableau du peintre flamand Antoine van Dyck.

## Sujet
Le sujet du tableau est tiré de l'Ancien Testament. Le motif du serpent d'airain est présenté dans l'Exode et dans le Livre des Nombres. L'histoire raconte l'un des nombreux moments où les juifs ont douté de Dieu. En errant dans le désert, la nourriture et l'eau sont devenues rares. Le peuple commence à se plaindre de Moïse et de Dieu. Alors Yahweh envoie sur eux une plaie de serpents venimeux. De nombreux juifs meurent et ceux qui restent en vie comprennent où ils ont péché. Ils vont donc trouver Moïse pour lui demander d'intercéder pour eux auprès de Dieu et d'enlever la plaie. Moïse fait ce qu'ils lui demandent :

« L'Éternel dit à Moïse : Fais-toi un serpent brûlant, et place-le sur une perche ; quiconque aura été mordu, et le regardera, conservera la vie.
Moïse fit un serpent d'airain, et le plaça sur une perche ; et quiconque avait été mordu par un serpent, et regardait le serpent d'airain, conservait la vie. »

— Bible Gateway passage: Nombres 21:8-9 - Louis Segond.

## Description
Van Dyck crée une œuvre chargée d'une forte charge émotionnelle. Chacun des personnages exprime ses émotions à travers des expressions faciales ou des gestes. Sur la gauche se tient Moïse tenant une perche avec un serpent de cuivre. Il est représenté de dos et son visage est caché dans l'ombre. Selon la tradition de l'époque, de petites cornes sont visibles sur sa tête. Debout à côté de lui se trouve son frère Aaron. Les deux personnages sont les plus statiques. Une foule se présente devant eux, frappée par la plaie qui avait été envoyée. Au premier plan, une femme à l'agonie, baignée de lumière vive, est amenée par deux hommes à Moïse. La femme de gauche lui enlève le reptile qui la mord et l'homme en robe rouge pointe le serpent d'airain du doigt et ordonne à la mourante de le regarder. Au fond, un homme nu ceint de serpents est agenouillé en prière fervente. En arrière-plan, d'autres personnages regardent le symbole d'airain. Les serpents continuent de tomber du ciel, punition pour ceux qui doutaient de Dieu.
L'allégorie du serpent d'airain a été utilisée dans l'évangile de Jean en référence à Jésus crucifié, disant que quiconque le regarde avec foi recevra le pardon de ses péchés et la guérison.

## Analyse
L'œil nu et la réflectographie infrarouge montrent de nombreuses lignes tracées pour définir les contours des personnages et disposer les détails de leurs vêtements. La qualité de ces traits indique que Van Dyck a combiné un médium sec, avec des traits droits, plutôt poussiéreux, et un liquide, appliqué avec un coup de pinceau ininterrompu. Employées dans les premières étapes de l'œuvre pour adapter la scène au format, ces lignes sont visibles en surface dans les zones les plus fines de peinture, comme les vêtements rouges du personnage central. Sur les contours des personnages, le dessin se mêle au fond et aux profils, ajoutant de la profondeur et du mouvement.
Bien que la réflectographie aux rayons X et infrarouge montre quelques modifications, il n'y a pas de changements significatifs. Les petites retouches qui ont été appliquées directement sur la toile apparaissent surtout sur la figure de la femme agenouillée, dont les vêtements et les bras ont été rectifiés. Van Dyck semble n'avoir ajusté que les contours du bras gauche, mais il a en fait changé la position du bras droit, qui était initialement plus haut.

## Paternité
Dans le coin inférieur droit, le tableau est signé du nom de Rubens, cependant, les historiens du musée du Prado affirment que le véritable auteur est van Dyck. Les visages des figures sont typiques des têtes des études dessinées par Rubens et indiquent donc la paternité de Rubens.
Toutefois, les silhouettes élancées, le langage visuel tragique, les longs coups de pinceau et l'application excessive de peinture blanche sont typiques des œuvres de jeunesse de Van Dyck.

## Provenance
Le tableau est mentionné pour la première fois en 1764, lorsqu'il est choisi pour Charles III par Anton Raphael Mengs dans la collection madrilène de peintures de Juan Kelly.